# アソビル
アソビル（ラテン文字表記：ASOBUILD）は、神奈川県横浜市西区高島の横浜駅東口前に所在する、駅直通の体験型複合娯楽施設である。2019年（平成31年）3月15日に開業。

## 概要
当施設が入居する建物は横浜駅東口に隣接し、横浜中央郵便局別館として1966年（昭和41年）に建築され集配業務を行ってきたが、2015年（平成27年）に神奈川郵便局に移管されて遊休していた。将来は「エキサイトよこはま22」計画に基づき「横浜駅みなみ東口地区（ステーションオアシス地区）」として再開発（後節参照）が検討されている。
ゲーム会社であるアカツキの子会社、アカツキライブエンターテインメントは、建て替えが具体化するまでの期間、日本郵便から建物を借り受け、複合型体験エンターテインメント施設にリノベーションする旨を2018年（平成30年）8月に発表した。施設は2019年（平成31年）2月に竣工し、1階・2階・3階・屋上の4フロアが3月15日に開業した。
来館者数は初年度目標を200万人と目算したが、開業から約3か月の6月15日に100万人を越えた。2F「ALE-BOX」で開業時から期間限定開設された体験型コンテンツ「うんこミュージアム YOKOHAMA」は、80営業日の6月3日時点で来場者数が10万人を越えて人気を博した。
2022年5月より株式会社マザーエンタテイメントがアソビルの賃貸借契約を締結。大きく施設のリニューアルが実施され、まず5月1日に「YOKOHAMA COAST」がオープンした（2022年1月まで東京・新木場にあったイベントホール「STUDIO COAST」の後継施設）。

## フロア
地下1階 (B1) から地上4階および屋上 (RF) の6フロアで構成され、地下1階と4階を除き、2019年（平成31年）3月15日に開業した。フロア構成は公式ウェブサイト内の「FLOORS」に詳述がある。
屋上からフロアごとに青色・黄色・緑色・赤色・橙色・紫色（●●●●●●）をコンセプトカラーに充て、アソビルのロゴマークなどもこの6色をデザインコンセプトとしている。

### RF
● SAL SPORTS PARK YOKOHAMAアソビル店
フットサルの人工芝コートを2面所有するフットサル施設。現役選手によるスポーツ教室も開催。

### 4F
● 屋内キッズテーマパーク「ハピピランド」
2019年（令和元年）5月1日に開業。
グローバル・ソリューションズ株式会社が運営する子供向けの屋内テーマパーク宇宙をイメージした屋内キッズテーマパークとなっており、 「夢中になれる遊びの中にこそ、豊かな学びがあふれている」をコンセプトに、新しい時代を生きていく子どもたちに必須の「センス」「感性」「知性」の3つを、遊びながら自然と学んでいけるようにデザイン・設計されている。0 - 12歳を対象に0 - 8歳を推奨している。ウェブサイトによる完全予約制である。
● 「デジタルハリウッドSTUDIO横浜」
WEBクリエイティブを学ぶスクールで3階で営業していたが、2022年6月1日から4階に移転（移転工事期間中の5月6日〜5月27日は2階で営業）。
● 「いいオフィス横浜」
コワーキングスペース

### 3F
● 「ASOBIBA横浜駅前店」
2022年5月1日現在、サバイバルゲームフィールド「ASOBIBA」が開業準備中である。

### 2F
● 「YOKOHAMA COAST」
2022年5月1日にオープンしたライブホールで、Room1（スタンディング2035人、着席340人）、Room2（スタンディング324人、着席54人）、Room3（スタンディング443人、着席74人）からなる。

### 1F
● 飲食店街「アソビル横丁」
| 1F 出入口（暫定通路側） |  | 1Fフロア内部 |
| 1F 出入口（暫定通路側） |  | 1Fフロア内部 |

横丁系居酒屋、B級グルメ店などを集めてステージで音楽などのパフォーマンスを行う、グルメとエンターテインメントのフロアで「横浜の食と音楽を楽しめるグルメストリート」を謳う。
出入口は横浜駅みなみ東口暫定通路と帷子川万里橋側の2か所にあり、横浜駅から裏横浜方面への通路としても活用される。
開業時の参加飲食店は、崎陽軒シウマイBAR、家系ラーメン「壱六家」、チーズバーガー店「DAIGOMI BURGER」、立ち食い寿司店、せんべろのできる居酒屋など、全18店舗である。

### B1
● 「YOKOHAMA COAST garage+」
バーラウンジ『PITCH CLUB』（2019年オープン）を改装し、2022年8月6日にオープンしたライブスペース。メインステージ、サブステージ、ロビーフロア含めて約800人（スタンディング時）収容可能。

## 過去のフロア

### 3F
- ハンドメイド体験フロア「MONOTORY（モノトリー）」
  - 手作り（ハンドメイド）体験イベントに特化して常時開催する施設で、「日本最大級のものづくりワークショップスペース」を謳う[1]。大小12のアトリエがあり、陶芸やレザークラフト、アロマキャンドル作りなど、20ジャンル以上のものづくりワークショップによる体験イベントを毎日開催している。

### 2F
- 常設体験イベントフロア「ALE BOX（エールボックス）」
  - 体験型コンテンツ施設で、面白法人カヤックと共同企画「うんこミュージアム YOKOHAMA」、絵本作品『えんとつ町のプペル』のVRシアター・イベント、ビジュアルボイス[注 1]およびツクルバと共同企画の体験型ショートシネマギャラリー『THE STORY HOTEL』、SCRAPと共同企画のリアル脱出ゲーム『ハートの女王からの脱出』、『Escape from The NINE ROOMS』（略称：9rooms）が公開された。

### B1
- バーラウンジ「PITCH CLUB（ピッチクラブ）」[15]
  - 2019年（平成31年）3月15日 - 4月4日のプレオープン後、4月5日に開業した[15]。
  - 「“上質な大人の遊び場”をコンセプトとしたアミューズメントバーラウンジ」を謳う[1]。ビリヤードやプロジェクションマッピングを応用したダーツなどが楽しめるアミューズメント・バーラウンジで、横浜をテーマにしたカクテルや横浜で醸造されたワインなども提供される[16]。

## 交通情報
2つの出入口がある。公式サイト内の「ACCESS」に詳述がある。
- 万里橋近くの帷子川側出入り口（南側）
- 横浜駅みなみ東口の暫定通路直結口（同駅東口より徒歩約2分）。

みなみ東口の暫定通路直結口

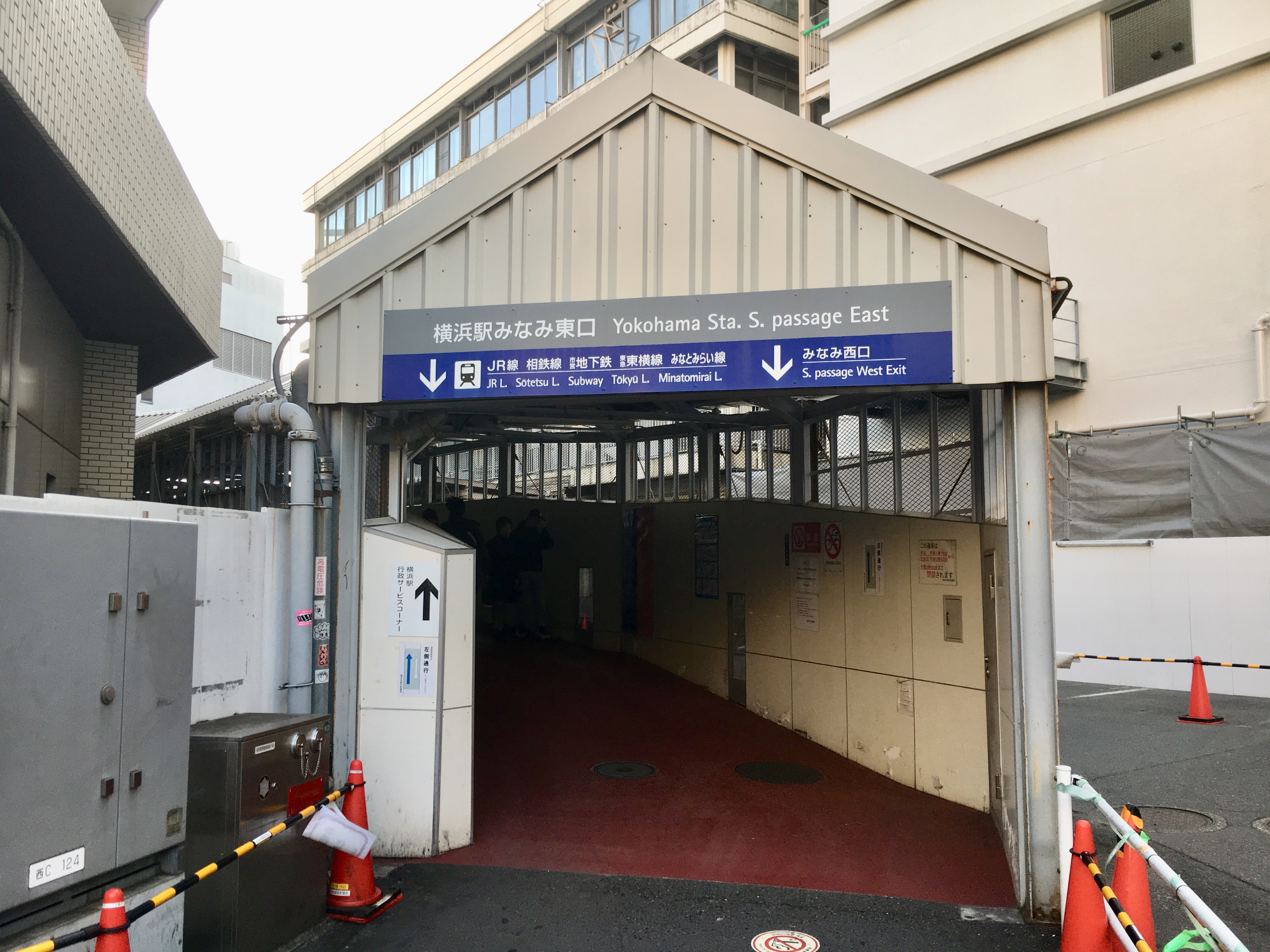
みなみ東口の暫定通路出入口（横浜中央郵便局隣）
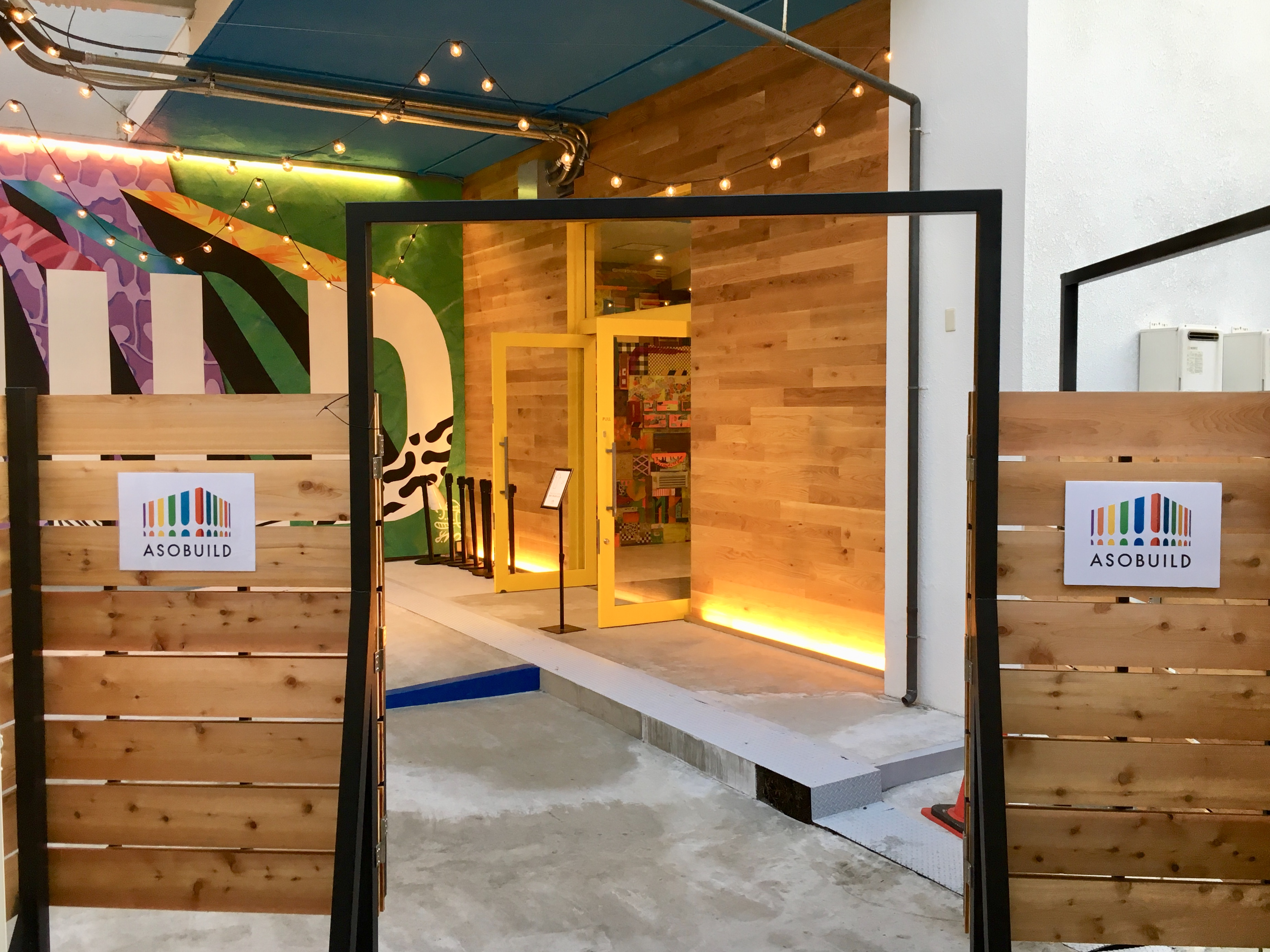
暫定通路から当施設へ直結
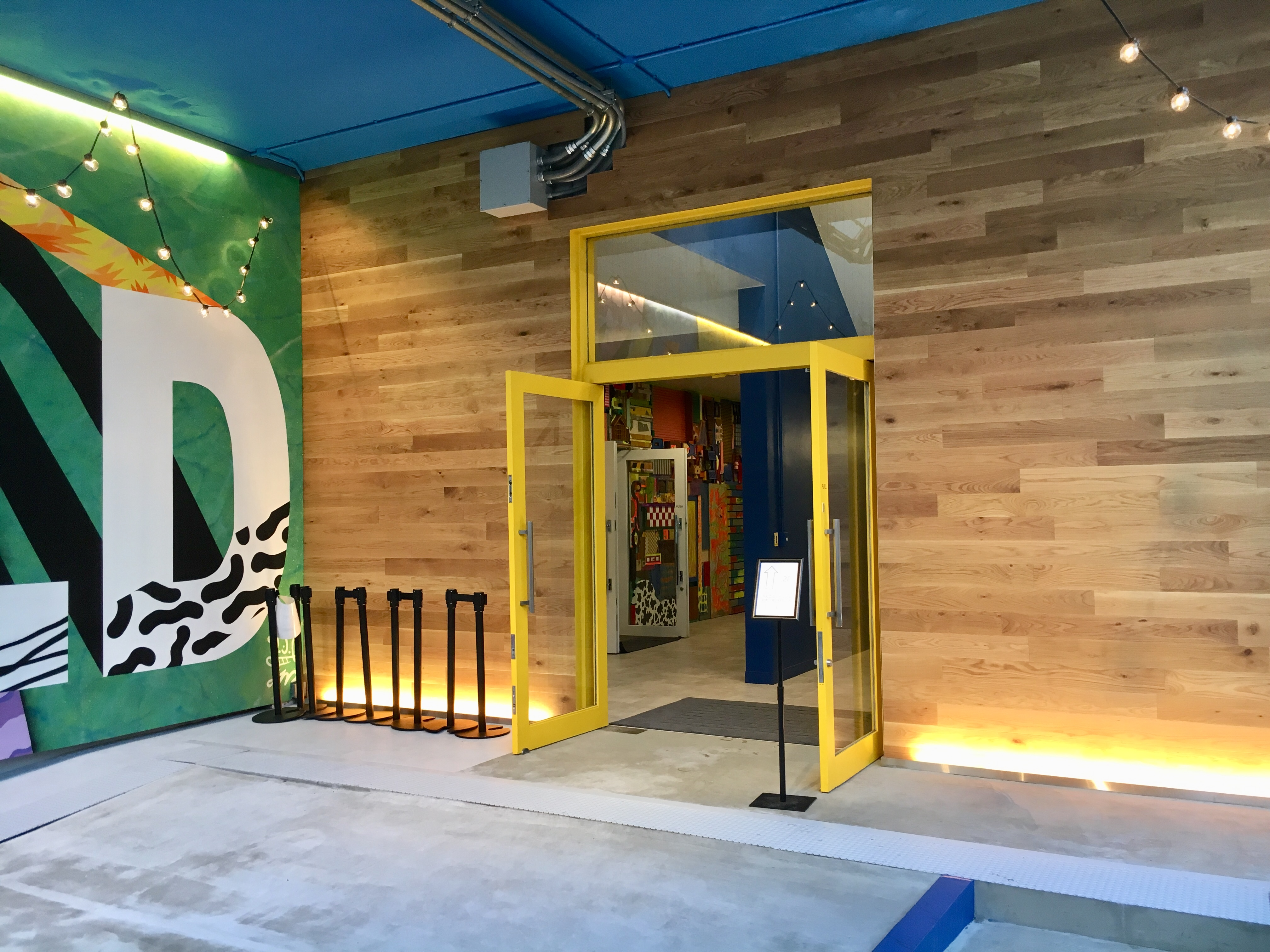
当施設のエントランス

## 今後の再開発計画
横浜駅周辺大改造計画「エキサイトよこはま22」のうち同駅東口エリアの再開発地区「横浜駅みなみ東口地区（ステーションオアシス地区）」として、横浜中央郵便局など東口一帯を再開発する計画がある。また、同地区の再開発により東口エリアとみなとみらい地区の接続を強化するため、高島二丁目地区を経由してみなとみらい地区方面の歩行者動線「キング軸」の西端までペデストリアンデッキで接続する計画もある。